# Campionati mondiali di tiro 1931
I campionati mondiali di tiro 1931 furono la ventottesima edizione dei campionati mondiali di questo sport e si disputarono a Leopoli. La nazione più medagliata fu la Finlandia.

## Risultati

### Uomini

#### Carabina
| Evento                     | Oro                                                                                    | Oro       | Argento                                                                                     | Argento   | Bronzo                                                                               | Bronzo    |
| Evento                     | Atleta                                                                                 | Risultato | Atleta                                                                                      | Risultato | Atleta                                                                               | Risultato |
| 50m a terra                | Bertil Rönnmark                                                                        | 395       | Lucien Génot                                                                                | 395       | Karl-August Larsson                                                                  | 394       |
| 50m a terra a squadre      | Svezia Erland Koch Karl Larsson Olle Ericsson Tage Eriksson Bertil Rönnmark            | 1959      | Norvegia Mauritz Amundsen Sverre Glomnes Johannes Grønli Trygve Larsen Willy Røgeberg       | 1948      | Finlandia Kullervo Leskinen Sven Lindgren Einari Oksa Johan Ravila Uno Weckström     | 1938      |
| 50m in ginocchio           | Kullervo Leskinen                                                                      | 387       | Bertil Rönnmark                                                                             | 387       | Johannes Grønli                                                                      | 386       |
| 50m in ginocchio a squadre | Finlandia Kullervo Leskinen Sven Lindgren Einari Oksa Johan Ravila Niilo Talvenheimo   | 1909      | Norvegia Mauritz Amundsen Sverre Glomnes Johannes Grønli Reidar Muslie Willy Røgeberg       | 1886      | Svezia Gustaf Andersson Nils Persson Olle Ericsson Tage Eriksson Bertil Rönnmark     | 1852      |
| 50m in piedi               | Mauritz Amundsen                                                                       | 374       | Einari Oksa                                                                                 | 371       | Kullervo Leskinen                                                                    | 367       |
| 50m in piedi a squadre     | Finlandia Viljo Leskinen Sven Lindgren Einari Oksa Kullervo Leskinen Niilo Talvenheimo | 1781      | Danimarca Paul van Asbroeck Marcel Gheyssens Marcel Lafortune François Lafortune Paul Sylva | 1753      | Svezia Gustaf Andersson B. Boström Olle Ericsson Tage Eriksson Nils Schullström      | 1751      |
| 100m e 200m in piedi       | Jerzy Podoski                                                                          | 569       | Bertil Rönnmark                                                                             | 562       | John Boles                                                                           | 562       |
| 300m 3 posizioni           | Karl Zimmermann                                                                        | 1109      | Kullervo Leskinen                                                                           | 1104      | Olle Ericsson                                                                        | 1102      |
| 300m a terra               | Sven-Oscar Lindgren                                                                    | 393       | Kullervo Leskinen                                                                           | 391       | Johannes Sür                                                                         | 388       |
| 300m in ginocchio          | Walter Lienhard                                                                        | 376       | Sven-Oscar Lindgren                                                                         | 374       | Kullervo Leskinen                                                                    | 373       |
| 300m in piedi              | Karl Zimmermann                                                                        | 360       | Olle Ericsson                                                                               | 353       | Jakob Reich                                                                          | 353       |
| 300m 3 posizioni a squadre | Svizzera Walter Lienhard Fernand Demierre Jakob Reich Albert Salzmann Karl Zimmermann  | 5482      | Finlandia Kullervo Leskinen Sven Lindgren Einari Oksa Johan Ravila Niilo Talvenheimo        | 5398      | Norvegia Mauritz Amundsen Johannes Grøli Sverre Glomnes Reidar Muslie Willy Røgeberg | 5363      |

#### Carabina militare
| Evento            | Oro              | Oro       | Argento       | Argento   | Bronzo              | Bronzo    |
| Evento            | Atleta           | Risultato | Atleta        | Risultato | Atleta              | Risultato |
| 300m 3 posizioni  | Karl Zimmermann  | 469       | Uno Weckström | 463       | Bolesław Gościewicz | 462       |
| 300m a terra      | Marcel Bonin     | 168       | Lucien Génot  | 167       | Uno Weckström       | 166       |
| 300m in ginocchio | Wilhelm Schnyder | 159       | Jan Wrzosek   | 159       | Karl Zimmermann     | 156       |
| 300m in piedi     | Andrzej Matuszak | 154       | Uno Weckström | 149       | Karl Zimmermann     | 149       |

#### Pistola
| Evento        | Oro                                                                                            | Oro       | Argento                                                                             | Argento   | Bronzo                                                                                 | Bronzo    |
| Evento        | Atleta                                                                                         | Risultato | Atleta                                                                              | Risultato | Atleta                                                                                 | Risultato |
| 50m           | Marcel Bonin                                                                                   | 536       | Václav Kreck                                                                        | 532       | Severin Crivelli                                                                       | 528       |
| 50m a squadre | Svizzera Ernst Flückiger Severin Crivelli Jean Revilliod de Bude Fritz Zulauf Wilhelm Schnyder | 2608      | Francia Marcel Bonin André des Jamonnieres André de Castelbajac Paul Gremeaux Neveu | 2579      | Finlandia A. Granholm Viktor Miinalainen Karl Svensson Svantte Timonen Ilmari Vilenius | 2567      |

#### Bersaglio mobile
| Evento                      | Oro                                                                         | Oro       | Argento                                                                     | Argento   | Bronzo          | Bronzo    |
| Evento                      | Atleta                                                                      | Risultato | Atleta                                                                      | Risultato | Atleta          | Risultato |
| 100m tiro singolo           | John Boles                                                                  | 186       | Otto Olsen                                                                  | 183       | Rolf Bergersen  | 178       |
| 100m tiro singolo a squadre | Polonia Tadeusz Baranski Jerzy Podoski Stanislaw Lewinski Kazimierz Zaleski | 278       | Norvegia Hans Aasnæs Rolf Bergersen Martin Stenersen Otto Olsen             | 275       |                 |           |
| 100m tiro doppio            | John Boles                                                                  | 152       | Rolf Bergersen                                                              | 150       | Martti Liuttala | 148       |
| 100m tiro doppio a squadre  | Norvegia Hans Aasnæs Rolf Bergersen Harald Natvig Otto Olsen                | 463       | Polonia Tadeusz Baranski Jerzy Podoski Stanislaw Lewinski Kazimierz Zaleski | 452       |                 |           |

#### Fossa olimpica
| Evento      | Oro                                                      | Oro       | Argento                                                       | Argento   | Bronzo                                                                    | Bronzo    |
| Evento      | Atleta                                                   | Risultato | Atleta                                                        | Risultato | Atleta                                                                    | Risultato |
| Individuale | Józef Kiszkurno                                          | 279       | Sándor Lumniczer                                              | 279       | August Baumgartner                                                        | 271       |
| A squadre   | Austria August Baumgartner Otto Czernin Hahs Mühlbauer ? | 705       | Ungheria Sandor Dora Pal Dora Sándor Lumniczer Andras Montagh | 692       | Polonia Tadeusz Baranski Baranowski Jozef Kiszkurno Konstantyn Lyszkowski | 678       |

## Medagliere
Nazione ospitante
| Posiz. | Nazione        | Oro | Argento | Bronzo | Totale |
| ------ | -------------- | --- | ------- | ------ | ------ |
| 1      | Svizzera       | 7   | 0       | 4      | 11     |
| 2      | Finlandia      | 4   | 7       | 6      | 17     |
| 3      | Polonia        | 4   | 2       | 2      | 8      |
| 4      | Norvegia       | 2   | 5       | 3      | 10     |
| 5      | Svezia         | 2   | 3       | 4      | 9      |
| 6      | Francia        | 2   | 3       | 0      | 5      |
| 7      | Stati Uniti    | 2   | 0       | 1      | 3      |
| 8      | Austria        | 1   | 0       | 1      | 2      |
| 9      | Ungheria       | 0   | 2       | 0      | 2      |
| 10     | Cecoslovacchia | 0   | 1       | 0      | 1      |
| 10     | Danimarca      | 0   | 1       | 0      | 1      |
| 12     | Estonia        | 0   | 0       | 1      | 1      |